# Gilliesia isopetala
Gilliesia isopetala är en amaryllisväxtart som beskrevs av Pierfelice Ravenna. Gilliesia isopetala ingår i släktet Gilliesia och familjen amaryllisväxter. Inga underarter finns listade i Catalogue of Life.